# 富田林町
富田林町（とんだばやしちょう）は、大阪府富田林市の町域。郵便番号は584-0033.

## 概要
国道170号の南部に位置する。
町域南部で石川を隔てた西板持町に接し、そこから反時計回りに新堂, 清水町, 若松町, 本町, 常盤町, 谷川町と隣接する。

## 交通
鉄道は通っておらず、近鉄長野線富田林駅が最寄りとなる。
町域の東部を大阪府道・奈良県道705号富田林五條線が通る。

## 施設
- 旧杉山家住宅
- 西方寺
- 浄谷寺
- 妙慶寺